# Auslegung (Recht)
Auslegung, Exegese oder Interpretation von Texten bezeichnet die Klärung ihrer Bedeutung, in der Rechtswissenschaft die Ermittlung des Sinnes einer Rechtsnorm, eines Vertrages, sonstiger Willenserklärungen und bisweilen von Gerichtsentscheidungen. Damit ist sie eine Argumentationsform der juristischen Methodenlehre.
Auslegung zählt zu den Methoden rationaler Konsensgewinnung im Recht und ist damit ein Gegenstand der Rechtstheorie. In dieser bezeichnet sie als juristische Hermeneutik die Kunst, ein Gesetz oder einen sonstigen rechtlichen Text zu verstehen. Als Methodenlehre bezeichnet sie den gedanklichen Weg (griechisch méthodos), der zur zutreffenden Bedeutung des Textes führt.

## Grundsätzliches
Rechtsnormen sind abstrakt und bedürfen der Konkretisierung. Dies ist das Ziel der/einer Auslegung, als Teil einer Rechtsanwendung.
Der Begriff „Auslegung“ bedeutet für sich gesehen: „Auseinanderlegung“, „Ausbreitung“ und Darlegung des in einem Text beschlossenen, aber noch gleichsam verhüllten Sinnes. Der Begriff bezeichnet mithin eine „Tätigkeit“, einen „Vorgang“, durch den der Sinn eines Textes „deutlicher und genauer ausgesagt und mitteilbar gemacht“ wird. Ziel dieses Vorganges ist mithin eine konkrete Aussage, wie der Text zu verstehen ist.
In den Rechtswissenschaften wird der Begriff „Auslegung“ unterschiedlich verwendet:
- Zum einen ist er Bezeichnung für den Vorgang des Auslegens mit dem Ziel, eine Norm zu konkretisieren.
- Ferner ist er Bezeichnung für das Ergebnis dieses Vorganges, d. h. die „im Wege der“ Auslegung gewonnene konkrete Deutung (Aussage, wie die Norm konkret zu verstehen ist).[7]
- Bedeutung hat er im Zusammenhang mit den (unterschiedlichen) Methoden der Auslegung (grammatische Auslegung, systematische Auslegung, teleologische Auslegung und so weiter).
- Außerdem wird mit dem Begriff Auslegung auch die sogenannte erste Stufe der Rechtsanwendung bezeichnet (Anwendung staatlich erlassener Rechtsvorschriften, d. h. positiv-gesetzlicher Vorschriften) in Abgrenzung zur sogenannten zweiten Stufe der Rechtsanwendung (Anwendung von richterrechtlich fortgebildetem beziehungsweise neu geschaffenem Recht).[8]

Wenn es um „die/eine Auslegung“ als „Teil einer Rechtsanwendung“ geht, ist damit in erster Linie maßgeblich der Vorgang gemeint, der darauf abzielt, eine Gesetzesbestimmung zu konkretisieren, d. h. die konkrete Bedeutung abstrakter Gesetzesbegriffe zu bestimmen.
Ein Gesetz auszulegen heißt, die genaue Bedeutung der Gesetzesworte zu bestimmen. Die Bedeutung von Wörtern wird operational (z. B. durch Zählen) oder exemplarisch durch Hinweis („Deuten“) auf Erfahrungsgegebenheiten (z. B. dort am Waldrand steht ein Reh) eingeführt. Ist diese Assoziation hergestellt, ruft das Wort die Erfahrungsinhalte oder Sinngehalte, die es „bedeutet“ und „bezeichnet“ (für die es als Zeichen steht), in Erinnerung. Der Bedeutungsumfang von Erfahrungsbegriffen wird in der Regel nicht exakt, sondern mit einem Bedeutungsspielraum eingeführt (vom wievielten Baum ab ist ein Baumbestand ein „Wald“?). Die Auswahl der zutreffenden Wortbedeutung und damit die Konkretisierung und Entwicklung des Rechts vollziehen sich – oft in fallvergleichender Weise – argumentativ, d. h. durch ein Erwägen von Gründen, die diese Auswahl leiten.
Welchen Auslegungsargumenten man schließlich zu folgen habe, ist nicht immer eine Frage eindeutiger Erkenntnis. Vielmehr können unterschiedliche Auslegungen vertretbar sein, unter anderem deshalb, weil bei der Gesetzesauslegung regelmäßig auch Gerechtigkeitserwägungen eine Rolle spielen, uns aber keine lückenlose und widerspruchsfreie Gerechtigkeitserkenntnis zugänglich ist, sondern nur lückenhafte Bestände unterschiedlicher Gerechtigkeitsvorstellungen, die für jeweils unterschiedliche Mehrheiten konsensfähig sind. Wenn gleichwohl ein Gericht eine von mehreren vertretbaren Auslegungen als rechtsverbindlich seiner Entscheidung zugrunde legen kann, so hat das seine Rechtfertigung nicht in der „einzigen Richtigkeit“ dieser Auslegung, sondern darin, dass das Gericht für diesen Fall eine Letztentscheidungskompetenz hat, die um der Rechtssicherheit und der definitiven Streitentscheidung willen geboten ist.
Die Rolle des Richters, sein (Vor-)Wissen und sein Vorverständnis von den Texten, ist daher neben der des Gesetzgebers für das Recht von großer Bedeutung. So kann es dadurch auch zu einem hermeneutischen Zirkel kommen.
Das Recht selbst enthält aber Regeln, um die Entscheidung des Richters zu objektivieren und den Anteil subjektiver Wertungen (Dezisionen) so gering wie möglich zu halten: So ist die Rechtsprechung „an Gesetz und Recht gebunden“ (Art. 20 Abs. 3 GG). Bei der Auslegung von Gesetzen darf die Rechtsprechung daher ihre Kompetenzen nicht zu Lasten des Gesetzgebers überschreiten (Gewaltenteilung, vgl. auch die Grenzen der Auslegung). Dennoch ist ihre Kompetenz zur Rechtsfortbildung allgemein anerkannt.
Vor allem unbestimmte Rechtsbegriffe und Generalklauseln bedürfen der Auslegung. Ihre Inhalte sind nach den Regeln der Auslegung anhand der konkreten Tatbestände festzustellen. Ein Gericht darf und muss – insbesondere bei der Überprüfung behördlichen Handelns – einen unbestimmten Rechtsbegriff selbst konkretisieren und darf – anders als bei der Überprüfung von Ermessensentscheidungen – der Verwaltung keinen Entscheidungsspielraum, sondern nur einen auf Willkür überprüfbaren Beurteilungsspielraum zubilligen.
Falls dem Gericht bestimmte Rechtsnormen unbekannt sind, kann es diese ermitteln, indem es das Erforderliche dazu anordnet (§ 293 ZPO).

## Geschichte

### Antike
Die griechische Rhetorik erkannte, dass zwischen dem Wortlaut einer Norm (Nomos, altgriechisch νόμος; Plural Nomoi) und ihrem Sinn (rheton und dianoia) ein Widerspruch bestehen konnte, wenn der Wortlaut ungenau oder das Gesetz lückenhaft oder zu weit gefasst war. Sie überwand die positivistische Gesetzesanwendung, die nur auf den Wortlaut der Norm bedacht war und die Besonderheiten des Falles außer Acht ließ, durch Auslegung im Wege der Analogie oder teleologischen Restriktion. Nach Aristoteles darf das allgemein formulierte Gesetz, das die Vielfalt des Lebens unmöglich richtig und vollständig erfassen kann, daher ergänzt oder eingeschränkt werden.
Eine frühe Form der Auslegung römischen Rechts war die interpretatio. Zur Zeit der Zwölf Tafeln, das Gesetz brachte die erste Verschriftlichung der gewohnheitsrechtlich tradierten Sitten und Gebräuche (mores) hervor, waren zur Auslegung der darin und weit darüber hinaus fixierten Regelungen allein die Pontifices als politisch-religiöse Organe berechtigt, denn nur sie verfügten über die notwendigen Kenntnisse, die Sprachtechnik und Gelehrsamkeit. Die Priesterjuristen gaben der Wissenschaft von Recht den Anstoß, denn die interpretatio wurde Bestandteil des Rechts. Die Bedeutung der Funktion der Pontifices überdauerte die Zeit der römischen Republik.
Zwar fiel das pontifikale Monopol, weil Laienjuristen ab dem 2. Jahrhundert v. Chr. über ihre mündlichen Beratungen hinaus Dienste an der wissenschaftlichen Denkweise taten, erst in der Kaiserzeit aber, respektive dem Prinzipat, ging das Recht der interpretatio auf die klassischen Juristen (prudentes) über, die der Auslegung der prätorischen Edikte ihren Stempel aufdrückten. Das Honorar- und Fremdenrecht hatten sich aufgrund des Wandels der römischen Machtverhältnisse neben das antike Zivilrecht gestellt und bedurften zur Regelung von Einzelfällen sachgerechter Interessensvertretung.
Ab der Mitte des 3. Jahrhunderts ging die Gesetzgebung in der Spätantike allein noch vom Kaiser aus, der Recht mit den sogenannten Kaiserkonstitutionen (constitutiones) schuf und die Deutungshoheit über das Recht insgesamt übernahm.

### Aufklärung und Naturrecht
Die Forderung nach einem verständlichen Recht geht schon zurück in die Zeit der Aufklärung und des Naturrechts. Der aufgeklärte Absolutismus wollte nur das Wort des Monarchen als Rechtsquelle zulassen. Der Spielraum für Auslegung der Gesetze (des Monarchen) durch die Rechtsprechung und die Wissenschaft wurde entsprechend reduziert. Die Rolle des Richters wurde – wenn auch in früh-rechtsstaatlicher Absicht – darauf reduziert, „der Mund“ des Gesetzes zu sein. Das Gesetz war das Mittel, um im Absolutismus die Macht zu begrenzen. Hinzu kamen gesetzliche Auslegungsverbote, Interpretationsbeschränkungen, Vorlagepflichten und Kommentierungsverbote. Es gab immer wieder den Versuch, per Gesetz die Auslegung auf andere Stellen als den Richter zu übertragen. Die juristische Hermeneutik unterschied sich damit bald von der allgemeinen Hermeneutik.
Ob es überhaupt möglich sei, Regeln auch für die Anwendung von Regeln zu formulieren, wurde bereits von Kant als regressus ad infinitum zurückgewiesen.

### Historische Rechtsschule
Seit dem 19. Jahrhundert besteht in den europäischen Rechtsordnungen grundsätzlich ein „Rechtsverweigerungsverbot“, d. h. eine Pflicht der Richter, ihnen vorliegende Fälle zu entscheiden, und damit auch ein Zwang zur Interpretation und Lückenfüllung der Gesetze.
Über die Frage, ob es sich empfehle, das Zivilrecht in Deutschland zu kodifizieren, entstand eine wissenschaftliche Kontroverse zwischen Thibaut einerseits und Savigny andererseits (Kodifikationsstreit). Savigny setzte sich von der naturrechtlich-philosophischen Theorie des Gesellschaftsvertrages ab und befasste sich mit der historischen Rechtsentwicklung, insbesondere des römischen Rechts. Als natürlich gewachsenes Recht wurzele es im „Volksgeist“:
„In dem gemeinsamen Bewußtseyn des Volkes lebt das positive Recht, und wir haben es daher auch Volksrecht zu nennen. […] Indem wir also eine unsichtbare Entstehung des positiven Rechts annehmen, müssen wir schon deshalb auf jeden urkundlichen Beweis derselben verzichten.“
Der Inhalt einer Rechtsquelle müsse durch den Rechtsentscheider immer wieder neu hergestellt werden, der Sinn neu bestimmt werden:
„Rekonstruktion des Gedankens, der im Gesetz ausgesprochen wird, insofern er aus dem Gesetz erkennbar ist.“
Statt von Auslegungskriterien spricht er daher von „Sinnbestimmungsmitteln“.
Mittel zur Sinnbestimmung gibt es vier: das grammatische, das logische, das systematische und das historische Element. Den Zweck des Gesetzes wollte Savigny grundsätzlich nicht als Auslegungsgesichtspunkt anerkennen, sofern er – wie es die heutige teleologische Auslegung annimmt – durch andere Gesichtspunkte als die vier von ihm anerkannten bestimmt wird (beispielsweise die Lebensverhältnisse). Demgegenüber fühlte sich Savigny an das Gesetz selbst gebunden; er befürchtete sonst Willkür des Auslegers. Das heute vielfach diskutierte Verhältnis der Auslegungsmethoden zueinander konnte sich für Savigny nicht als Problem darstellen: Es handelt sich bei den vier Elementen ihm zufolge nicht um verschiedene Methoden oder verschiedene Auslegungen, sondern um Elemente der einen Methode, von denen bei dem einzelnen Auslegungsproblem das eine oder andere größeren Erkenntniswert haben kann.

### Zwischen „Begriffsjurisprudenz“ und „Interessenjurisprudenz“
Im 19. Jahrhundert war im Anschluss an Savignys Schüler, Puchta und Windscheid die Vorstellung verbreitet, dass es zwischen den Rechtsnormen keine Widersprüche, keine offenen Rechtsfragen geben dürfe. Man ging von einem geschlossenen Rechtssystem aus und entwickelte zum Umgang damit die Inversionsmethode. Gegner dieser Auffassung bezeichneten Vertreter dieses Vorgehens parodisch als Begriffsjuristen. Nach einer jüngeren Vorstellung wurde das Recht nicht aus dem Gesetz oder der Rechtsdogmatik abgeleitet, sondern durch den Richter überhaupt erst geschaffen (Freirechtsschule).
Dass Rechtsnormen als Entscheidungen von Interessenkonflikten aufzufassen sind, deren Ähnlichkeit mit dem konkreten Fall der Richter zu bewerten habe, hob dann wieder stärker die Rolle des Gesetzgebers hervor (Interessenjurisprudenz).

### Die juristische Methodenlehre nach 1945
Einflussreich war nach 1945 die Methodenlehre von Karl Larenz. Er blendet die rechtspolitische Funktion der von ihm vertretenen Auslegungsmethode in den Systemwechseln des 20. Jahrhunderts konsequent aus. Die Grundpositionen seiner Methodenlehre sind von obersten Gerichten des Bundes (Bundesverfassungsgericht, Bundesgerichtshof, Bundesarbeitsgericht) übernommen worden.
Seit den 1970er Jahren haben Alexy, Koch, Rüßmann und Zippelius für ihre juristischen Methodenlehren Anregungen teils aus der Sprach- und Moralphilosophie, teils aus den Sozialwissenschaften und teils aus dem kritischen Rationalismus übernommen.
Die juristische Hermeneutik heute knüpft noch immer an Friedrich Carl von Savigny an.

### Rechtsvergleichung
Im anglo-amerikanischen Rechtskreis dient das Statute Law nur der Ergänzung und Verbesserung des Gewohnheitsrechts. Dem entspricht die herausragende Stellung der Richter und ihrer Präjudizien im Common Law. Die Auslegung von Gewohnheitsrecht fällt mit dessen Ermittlung zusammen. In der Praxis erlangen jedoch auch in diesen Rechtsordnungen zunehmend die Gesetze an Bedeutung, während – umgekehrt – mit zunehmender Fülle die Entscheidungen der Gerichte im kontinentalen Rechtskreis bedeutsamer werden.

## Auslegungsziel
Auslegungsziel ist Sinn- und Inhaltsermittlung der Normen. Abstrakte Begriffe erhalten dadurch eine konkrete Bedeutung. Normen müssen interpretiert werden, sie sind weder selbstverständlich noch eindeutig. Schon die Feststellung der Eindeutigkeit ist ein Akt der Auslegung (anders im Absolutismus [In claris non fit interpretatio] oder im angloamerikanischen und französischen Rechtskreis [Sens clair- oder Acte-clair-doctrin] – hier durfte ein vermeintlich klar und eindeutig formulierter Rechtstext nicht ausgelegt werden).
Ist der Inhalt bzw. der Sinn einer Norm aber zweifelhaft, ist stets Interpretation und Auslegung geboten. Dann stellt sich die Frage, ob der vom Normgeber subjektiv gewollte oder objektiv verfolgte Sinn (das „Gesagte“) ermittelt werden muss. Neben diesem sachlichen Unterschied gibt es noch einen Zeitlichen. Soll dabei auf den historischen Zeitpunkt der Normsetzung abgestellt werden oder auf den aktuellen Zeitpunkt der Normauslegung? Kombiniert man diese beiden Fragen, so ergeben sich vier Möglichkeiten, um das Ziel der Auslegung zu bestimmen:
1. subjektiv-entstehungszeitlich
2. objektiv-entstehungszeitlich
3. subjektiv-auslegungszeitlich
4. objektiv-auslegungszeitlich

### Auslegungstheorien
Praktisch relevant sind Auffassungen 1. und 4., wobei bis heute nicht geklärt ist, ob eine Gesetzesbestimmung „subjektiv-entstehungszeitlich“ oder objektiv-auslegungszeitlich „auszulegen“ (zu interpretieren) ist. Hinter diesen beiden Auffassungen stehen zwei „Theorien“ („Auslegungstheorien“).
- Nach der „subjektiven Theorie“ (auch „Willenstheorie“) geht es im Rahmen der Auslegung darum, den „historisch-psychologischen Willen des Gesetzgebers“ zu ermitteln.
- Nach der „objektiven Theorie“ (auch „Theorie der immanenten Gesetzesdeutung“) geht es darum, die dem Gesetz selbst innewohnende Bedeutung zu ermitteln.

Für beide Theorien gibt es gute Argumente:
- Für die „subjektive Theorie“ (und damit eine „subjektive“) Auslegung spricht, dass Gesetze „von Menschen für Menschen“ gemacht werden. Jeder Gesetzesbestimmung liegt ein bestimmter „Regelungswille“ des Gesetzgebers zugrunde. Dies bedeutet für die „subjektive Theorie“, dass im Rahmen der Auslegung der Gesetzesbestimmungen der „Wille“ des Gesetzgebers zu ermitteln ist. Maßgebend ist, wie der Gesetzgeber die Gesetzesworte „verstanden“ wissen wollte, bzw. welchen „Sinn“ eine Norm nach seinem „Willen“ haben soll – als Grundlage für die Auslegung einer Bestimmung.
- Die „objektive Theorie“ geht davon aus, dass Gesetze für mannigfache und sich wandelnde Lebensverhältnisse, bzw. „für die Zukunft“ geschaffen werden, und dass der Gesetzgeber im Zeitpunkt des Erlasses der Norm die sich wandelnden Lebensverhältnisse (noch) nicht überblicken konnte. Ausgangspunkt der objektiven Theorie ist mithin die Überlegung, dass das Gesetz Antworten auf Fragen gibt und geben muss, die der Gesetzgeber sich noch nicht gestellt hat. Vor diesem Hintergrund, so die „objektive Theorie“, sei eine Gesetzesbestimmung „auslegungszeitlich“ auszulegen, d. h. so, wie sie heute gilt.[47]

Es gibt Kritik an der objektiven Theorie, da sie interpretatorische Willkür begünstige (Dezisionismus). Es gibt aber auch Kritik an der subjektiven Theorie, da sie übersehe, dass der Sinn der Norm vom ursprünglichen Autor ablösbar sei (Wandel der tatsächlichen Umstände). Argumente für die subjektive Theorie sind Rechtssicherheit und Gewaltenteilung. Argument für die objektive Theorie ist der Gedanke, dass die Auslegung auch dem Wandel der Umstände gerecht werden muss.
Unabhängig von den genannten Argumenten besteht in manchen Punkten Einigkeit: Dass der Wille des Gesetzgebers die Grenze der Auslegung bestimmt, ergibt sich nach allen Theorien zum Auslegungsziel. Aus dem Gewaltenteilungsprinzip folgt, dass sich die Rechtsanwendung innerhalb des vom Gesetzgeber als ursprünglicher oder heutiger Sinn Verstandenen halten muss. Auch steht fest, dass nicht jede Veränderung der Sach- und Rechtslage ein Eingreifen des Gesetzgebers erfordern kann, sondern dass eine Fortentwicklung des Rechts auch den Gerichten obliegt. Schließlich besteht Einigkeit darüber, dass sprachliche Fassungen einen Auslegungsspielraum eröffnen, sodass eine Anpassung an heutige Erfordernisse auch unter Beachtung desselben Gesetzestextes erfolgen kann.
Im Kern steht hinter der „Kontroverse“ der beiden Theorien eine zentrale verfassungsrechtliche Frage: Sie ergibt sich daraus, dass im gewaltenteilenden Rechtsstaat die Legislative (der parlamentarische Gesetzgeber) zur Schaffung von Gesetzen (zur „Gesetzgebung“) berufen ist, und alle anderen Staatsfunktionen (Exekutive, Judikative) gemäß Art. 20 Abs. 3 GG an „Recht und Gesetz“ gebunden sind. Die entscheidende Frage lautet also, warum und in welcher Strenge im Verhältnis zwischen gesetzgebender und gesetzesvollziehender Gewalt der Grundsatz der Gesetzesbindung Geltung beansprucht. Letztlich kommt es also auf die zugrunde gelegte Staatstheorie an.
Das Bundesverfassungsgericht hat sich früher in der Regel am objektivierten Willen des Gesetzgebers orientiert:
- „Maßgebend für die Auslegung einer Gesetzesvorschrift ist der in dieser zum Ausdruck kommende objektivierte Wille des Gesetzgebers, so wie er sich aus dem Wortlaut der Gesetzesbestimmung und dem Sinnzusammenhang ergibt, in den diese hineingestellt ist. Nicht entscheidend ist dagegen die subjektive Vorstellung der am Gesetzgebungsverfahren beteiligten Organe oder einzelner ihrer Mitglieder über die Bedeutung der Bestimmung. Der Entstehungsgeschichte einer Vorschrift kommt für deren Auslegung nur insofern Bedeutung zu, als sie die Richtigkeit einer nach den angegebenen Grundsätzen ermittelten Auslegung bestätigt oder Zweifel behebt, die auf dem angegebenen Weg allein nicht ausgeräumt werden können.“[52]
- In neueren Entscheidungen stellt das Bundesverfassungsgericht „die gesetzgeberische Grundentscheidung“ in den Vordergrund und damit den Willen des Gesetzgebers. So heißt es in einer Entscheidung aus dem Jahr 2011:[53]

„Die Verfassungsgrundsätze verbieten es dem Richter nicht, dass Recht fortzuentwickeln.“ Aber: „Der Richter darf sich nicht dem vom Gesetzgeber festgelegten Sinn und Zweck des Gesetzes entziehen. Er muss die gesetzgeberische Grundentscheidung respektieren und den Willen des Gesetzgebers unter gewandelten Bedingungen möglichst zuverlässig zur Geltung bringen.“

### Abgrenzung von Auslegung und Rechtsfortbildung
Die Grenze des möglichen Wortsinnes, also des Bedeutungsumfanges der Gesetzesworte (s. o. Ziff. 1), ist nach herrschender Meinung die Grenze der Auslegung. Das ist deshalb fragwürdig weil es nicht auf das Wortverständnis eines Laien ankommen kann, sondern auf die fachsprachliche Bedeutung gerade in diesem Gesetz, bezogen auf ein bestimmtes Ziel des Gesetzgebers.
Im Übrigen kann, auch bei entgegenstehendem Wortlaut, eine Rechtsfortbildung zulässig sein, die allerdings außer hermeneutischen Regeln auch verfassungsrechtlichen Voraussetzungen folgen muss. Typische Instrumente der Rechtsfortbildung sind Analogie und teleologische Reduktion. Gründe angemessener Gleich- oder Ungleichbehandlung können es aber rechtfertigen, vom Wortsinn abzuweichen. Will man über diesen hinausgreifen, bedarf es einer analogen Anwendung der Rechtsnorm, will man hinter ihm zurückbleiben, einer einschränkenden Gesetzesanwendung (teleologischen Reduktion), in beiden Fällen also einer auf der Gleich- oder Ungleichbewertung des Rechtsanwenders beruhenden Rechtsfortbildung. (siehe Gesetzeslücken/Schließen der Lücken)

## Auslegungsmethoden
Die Auslegung des Gesetzes dient maßgeblich dazu, die konkrete Bedeutung der Gesetzesbegriffe zu ermitteln. Ziel ist es dabei, die „zutreffende“ Bedeutung der Gesetzesworte zu ermitteln.
„Zutreffend“ bedeutet in diesem Zusammenhang Folgendes: Für eine Auslegung ist kennzeichnend, dass der Auslegende „nur den Text selbst zum Sprechen“ bringt, d. h. die Textbotschaft „verständlich“ macht, ohne etwas an „Sinn“ bzw. „Bedeutung“ hinzuzufügen oder wegzulassen, d. h. ohne etwas in den Text „hineinzulegen“. Auslegung ist damit abzugrenzen von einer „Hineinlegung“. Gesetze sind gewissermaßen das Ordnungsinstrumentarium im Rechtsstaat. Die meisten Gesetze regeln, was „generell“ gelten soll, „Recht sein soll“, und zwar für „Jedermann“. Daher ist die „Auslegung“ des Gesetzes nicht dem „Gutdünken“ des Interpreten überlassen, sondern muss „methodisch geleitet“ sein, um eben das „zutreffende“ Verständnis zu ermitteln, das „generell“, für „Jedermann“ gelten soll.
Um die „Auslegung“ zu „disziplinieren“, gibt es in der Rechtswissenschaft verschiedene Auslegungs-„Weisen“ oder -„Methoden“. Es handelt sich dabei um „Sinnbestimmungsmittel“, das heißt um „Instrumente“ für eine Auslegung einer Gesetzesbestimmung, um deren „Ziel“, den im Gesetz objektivierten Willen des Gesetzgebers, zu erfassen.

### Die Canones nach Savigny
Von Savigny wurden die folgenden vier Auslegungsweisen (sog. „canones“) unterschieden:
- „Das grammatische Element der Auslegung“ (oder auch „Auslegung aus dem Wortlaut“)
- „Das logische Element der Auslegung“ (bezieht sich auf die innere Gliederung der Teile eines Gesetzes)
- „Das historische Element der Auslegung“ (oder auch „Auslegung aus der Entstehungsgeschichte“)
- „Das systematische Element der Auslegung“ (oder auch „Auslegung aus dem Zusammenhang“, in dem eine Gesetzesbestimmung steht)

In der heutigen Rechtswissenschaft und Rechtsprechung werden die um die teleologische Auslegung ergänzten vier canones oder Auslegungsmethoden unterschieden:
- „Grammatische Auslegung“ (oder auch Auslegung aus dem Wortlaut)
- „Systematische Auslegung“ (oder auch Auslegung aus dem Zusammenhang, in dem eine Gesetzesbestimmung steht)
- „Historische Auslegung“ (oder auch Auslegung aus der Entstehungsgeschichte)
- „Teleologische Auslegung“ (oder auch Auslegung nach dem Sinn und Zweck einer Gesetzesbestimmung)

Dieser Katalog an Auslegungsweisen ist nicht abschließend.

### Sprachlich-grammatische Auslegung
Die „grammatische“ (von altgriechisch τὸ γράμμα - der Buchstabe, das Geschriebene) Auslegung beruht auf der Überlegung, dass jede Auslegung eines Textes bei dem Wortsinn beginnen muss. Im Rahmen der Auslegung nach dem Wortlaut geht es maßgeblich darum, den allgemeinen Sprachgebrauch zu ermitteln, bzw. festzustellen, ob es im Gesetz selbst eine für das Verständnis einzelner Gesetzesworte verbindliche Begriffsbestimmung (Legaldefinition) gibt und ansonsten den Sinn zu ermitteln, den ein Ausdruck in der juristischen Fachsprache im Hinblick auf den Zweck gerade dieses Gesetzes hat (teleologische Definition).

#### Wortsinn
Die grammatische Auslegung erfordert es also, den Sinn einer Rechtsnorm möglichst nahe an ihrem Wortsinn festzusetzen. Dabei ist nicht der allgemeine Sprachgebrauch maßgeblich. Es ist auf eine spezielle Fachsprache abzustellen.
Eine besondere Rolle kommt der grammatischen Auslegung im Strafrecht zu. Hier ist es verfassungsrechtlich (vgl. Art. 103 Abs. 2 GG) unzulässig, den Anwendungsbereich einer Norm über ihren eigentlichen Wortsinn zu Lasten des Täters auszudehnen (Verbot strafbegründender und strafverschärfender Analogie – kurz, aber ungenau: Analogieverbot). Gleiches gilt, wenn der Gesetzgeber durch eine enumerative Aufzählung zu erkennen gegeben hat, dass er eine Ausdehnung des Anwendungsbereichs auf ähnliche, nicht genannte Fälle nicht zulässt (enumeratio ergo limitatio).
Beispiel: T schlägt den O mit der Faust in das Gesicht. Dies stellt eine einfache Körperverletzung, § 223 StGB, dar. Darüber hinaus hätte er auch den Tatbestand der Gefährlichen Körperverletzung, § 224 StGB, erfüllt, wenn er die Körperverletzung mittels eines „gefährlichen Werkzeugs“ begangen hätte. Dazu müsste die Faust ein Werkzeug sein. Unter „Werkzeug“ versteht man aber nach allgemeinem Sprachgebrauch einen beweglichen Gegenstand, den ein Mensch verwendet, nicht jedoch einen Teil dieses Menschen. Demnach spricht die grammatische Auslegung dagegen, die Faust als Werkzeug anzusehen. Vertritt man darüber hinaus die Ansicht, die Faust werde selbst bei extensivster Auslegung des Wortes „Werkzeug“ nicht mehr erfasst, so bleibt wegen des strafrechtlichen Analogieverbotes kein Raum mehr für die Anwendung anderer Auslegungsmethoden. Demnach hätte T nur eine einfache, aber keine Gefährliche Körperverletzung begangen.

#### Tauglichkeit
Die grammatische Auslegung ist nur bedingt tauglich, um den (gerade i. S. d. „subjektiven Theorie“ vom Gesetzgeber gewollten) Wortsinn zu ermitteln. Oft lässt nämlich der allein unter grammatischen Aspekten ermittelte Wortsinn immer noch verschiedene Deutungsmöglichkeiten offen, ohne dass beantwortet werden kann, welche von den möglichen Deutungen diejenige ist, die dem objektiven Willen des Gesetzgebers entspricht. Der dem allgemeinen (bzw. einem besonderen gesetzlichen) Sprachgebrauch zu entnehmende Wortsinn dient gewissermaßen der ersten Orientierung.
In der Rechtswissenschaft wird oft angenommen, dass der sprachlich ermittelte Wortsinn die Grenzen einer Auslegung abstecke. Was also jenseits des sprachlich möglichen Wortsinnes liege, was also durch ihn eindeutig ausgeschlossen werde, könne nicht mehr im Wege der Auslegung ermittelt werden.
Dagegen spricht, dass jede Auslegungsweise das Ziel verfolgt, den für die Anwendung einer Norm maßgeblichen, in einer Gesetzesbestimmung zum Ausdruck kommenden „objektivierten Willen des Gesetzgebers“ zu ermitteln. Mitunter lässt sich feststellen, dass der Gesetzgeber die Vorstellung hatte, dass von einem bestimmten Gesetzesbegriff auch ein bestimmtes Verständnis erfasst sein soll, das – nach grammatischen Aspekten – an sich ausgeschlossen ist. Da jede Textformulierung „Schwächen“ aufweist, kann daher das „sprachlich Mögliche“ nicht die Grenze für eine (weitere) Auslegung bedeuten bzw. im Ergebnis einer Gesetzesanwendung entgegenstehen.

### Historische Auslegung
Die historische Auslegung kann in zwei unterschiedliche Richtungen vorgenommen werden (je nach Auslegungsziel). Sie dient zur Ermittlung des vom Gesetzgeber Gesagten oder Gewollten.
Nach der dogmengeschichtlichen Auslegung werden bei der Sinnfestsetzung übergeordnete Gedanken von Vorläufernormen und andere Normtexte berücksichtigt und Entwicklungslinien der bisherigen Regelungen nachgezeichnet. Die Grenze markiert dabei das Inkrafttreten der anzuwendenden Norm. „Neue“ Normen dürfen ebenso wenig berücksichtigt werden, wie die spätere Anwendungspraxis durch die Normadressaten.
Ein Sonderfall ist die sog. genetische Auslegung (Friedrich Müller). Dabei werden andere Materialien als Normtexte herangezogen, um den Sinn der auszulegenden Norm zu ermitteln. Amtliche Begründungen und Parlamentsberatungen (Gesetzesmaterialien) spielen dabei eine wichtige Rolle.
Für das Bundesverfassungsgericht kommt der historischen Auslegung eine „besondere“ Bedeutung bei der Auslegung der Kompetenztitel des Grundgesetzes zu. Bei diesen soll auch die Staatspraxis berücksichtigt werden.
Problematisch ist allerdings, dass ein einheitlicher Gesetzgeberwille bloße Fiktion ist. Wessen Verhalten ist „dem“ Gesetzgeber (noch) zuzurechnen? Am Gesetzgebungsverfahren sind Hunderte von Parlamentariern, verschiedene Parteien und Fraktionen, Ministerien, in einem föderalistischen Staat darüber hinaus auch noch Vertreter aller Bundesländer beteiligt. Darüber hinaus sind auch Entscheidungen des Europäischen Gerichtshofes für Menschenrechte (EGMR) oder des Europäischen Gerichtshofes (EuGH) zu berücksichtigen. Aber wenn das Parlament einem Gesetzesentwurf zustimmt, billigt es damit auch die aus den Materialien erkennbaren Gesetzeszwecke.
Allgemein lässt sich auch sagen, dass die historische Auslegung mit zunehmendem Alter einer Norm an Bedeutung verliert.
Beispiel: Reiter R möchte im Wald umherreiten. Das wird ihm untersagt. Ist er in seinem Grundrecht aus Art. 2 Abs. 1 GG verletzt? Der Normtext lautet: „Jeder hat das Recht auf die freie Entfaltung seiner Persönlichkeit […].“ Nach dem Wortlaut könnte man vertreten, nur der Kern der Persönlichkeit sei geschützt („Persönlichkeitskerntheorie“). Das Umherreiten im Wald betrifft nicht den Kern der Persönlichkeit, R wäre demnach nicht in seinem Grundrecht verletzt. Das Bundesverfassungsgericht hat aber anders entschieden. Der Verfassungsgeber wollte dem Grundrecht ursprünglich den Wortlaut geben „Jeder kann tun und lassen, was er will […]“, wählte dann aber die sprachlich elegantere Formulierung des Art. 2 Abs. 1 GG. Inhaltlich wollte er aber dadurch nichts anderes aussagen. Also schützt das Grundrecht nicht den Kern der Persönlichkeit, sondern die Allgemeine Handlungsfreiheit, die immer eingreift, sofern kein spezielleres Grundrecht einschlägig ist. Also schützt das Grundrecht auch das Reiten im Wald. R war in seiner Grundrechtsausübung zwar beeinträchtigt, dieser Eingriff war aber verfassungsrechtlich gerechtfertigt, da es für das Verbot eine gesetzliche und verfassungsgemäße Grundlage im nordrhein-westfälischen Landschaftsschutzgesetz gab.

### Systematische Auslegung
Die systematische Auslegung beruht auf dem Gedanken, dass eine Rechtsordnung ein Ganzes bildet und dass deshalb jede Rechtsnorm so auszulegen ist, dass sie sich in dieses Ganze einfügt. Hierbei kann man zwischen einer äußeren Systematik und einer inneren Systematik unterscheiden. Bei der äußeren Systematik geht es um die äußere Stellung einer Norm im Verhältnis zu anderen, ferner bei einzelnen Bestimmungen um das Verhältnis der Absätze und Sätze zueinander sowie um die Stellung in einem Gesetz, beispielsweise im Allgemeinen Teil oder im Besonderen Teil.
Beispiel: Nach § 842 BGB erstreckt sich die Pflicht zum Schadensersatz bei Verletzung einer Person auch auf Nachteile für den Erwerb. Besteht diese Verpflichtung auch bei Verletzung einer Vertragspflicht? Nein, § 842 BGB steht in „Titel 27, Unerlaubte Handlungen“ und nicht in einem Abschnitt über Verträge. Diese Vorschrift bezieht sich demnach nur auf unerlaubte Handlungen, also nur auf Deliktsrecht und nicht auf Vertragsrecht.
Bei der inneren Systematik geht es um eine Bewertung im Rahmen des Rechtssystems.
Beispiel: Nach § 823 Abs. 1 BGB muss Schadensersatz zahlen, „wer vorsätzlich oder fahrlässig das Leben, den Körper, die Gesundheit, die Freiheit, das Eigentum oder ein sonstiges Recht eines anderen widerrechtlich verletzt“. Ist eine Forderung, etwa die Gehaltsforderung des Arbeitnehmers gegen den Arbeitgeber, oder das Vermögen als Ganzes ein solches „sonstiges Recht“? Die aufgezählten Rechte und Rechtsgüter (Freiheit, Eigentum, …) sind absolut geschützt und von jedermann zu beachten. Aus dieser Systematik folgt, dass „sonstiges Recht“ ein gleichermaßen absolut geschütztes Recht sein muss, wenn die genannten Einschränkungen nicht umgangen werden sollen. Folglich ist weder das Vermögen noch eine einzelne Forderung „sonstiges Recht“ im Sinne des § 823 Abs. 1 BGB.
Ein weiterer Anwendungsfall der systematischen Auslegung ist die rangkonforme Auslegung. Sie steht nicht außerhalb des Kanons der Auslegungskriterien, sondern muss in diese integriert werden. Die verfassungskonforme und die unionsrechtskonforme Auslegung werden oft als Spezialfälle der systematischen Auslegung gesehen. Zum Teil wird dies verneint, da die Geltung und nicht bloß die Auslegung der Norm betroffen sei. Insofern ist jedoch zwischen zwei verschiedenen Erscheinungsformen der rangkonformen Auslegung zu unterscheiden, die man als rangorientierte Auslegung im engeren Sinne (zum Beispiel verfassungskonforme Auslegung i. e. S.) bezeichnen kann.
Wenn der gleiche Regelungsgegenstand von einer rangniedrigeren und von einer ranghöheren Norm behandelt wird, kann sich das auf die Geltung und auf die Interpretation der rangniedrigeren Norm auswirken. Eine Rechtsordnung besteht aus Normen unterschiedlichen Ranges in Form einer Normpyramide. Dabei stehen beispielsweise Unionsrechte und Verfassungsrechte über dem sogenannten einfachen nationalen Recht. Im Hinblick auf die rangkonforme Auslegung muss zwischen folgenden Fallgestaltungen unterschieden werden:
- Höherrangiges Recht und rangniedrigeres Recht stimmen inhaltlich überein. Dann ist das rangniedrigere Recht anzuwenden, das Auslegungsergebnis wird durch das ranghöhere verstärkt.
- Das durch Auslegung des niedrigeren Rechts gefundene Auslegungsergebnis entspricht nicht dem höherrangigen Recht. Das höherrangige Recht würde zu einem anderen Ergebnis führen, das aber nach den Regeln der Methodenlehre für das niederrangige Recht ebenfalls möglich ist (z. B. unionsrechtsorientierte Auslegung oder verfassungsorientierte Auslegung). Dies ist ein Fall der systematischen Auslegung.
- Das niederrangige Recht lässt sich auch bei einer anderen Auslegung nicht mit dem höherrangigen Recht vereinbaren. Insofern geht es nicht um die Auslegung, sondern um die Geltung der Norm. Hier kann man von unionsrechtskonformer oder von verfassungskonformer Auslegung im engeren Sinne sprechen. Die Lösung kann in einer Nichtigerklärung der niederrangigen Norm, in einer Vorlage an ein zur Prüfung befugtes Gericht oder auch durch rangkonforme Rechtsfortbildung erfolgen, wenn die Methodenlehre in diesem Fall eine richterliche Rechtsfortbildung ermöglicht.

Im Einzelnen:

#### Unionsrechtskonforme und richtlinienkonforme Auslegung
Das EU-Recht hat Vorrang vor dem nationalen Recht der Mitgliedstaaten. Dieser Vorrang ist vom Europäischen Gerichtshof gewohnheitsrechtlich anerkannt. Aus dem Vorrang des überstaatlichen Unionsrechts folgt die Verpflichtung aller Organe der Mitgliedsstaaten, d. h. vor allem der Gerichte und Behörden, nationales Recht im Sinne der Vorgaben des EU-Rechts, also unionsrechtskonform auszulegen. Da die meisten EU-rechtlichen Vorgaben in Richtlinien der Europäischen Gemeinschaft und deren Rechtsnachfolgerin, der Europäischen Union, zu finden sind, lässt sich auch der Ausdruck richtlinienkonforme Auslegung verwenden.
Beispiel: Deutsche Gerichte haben deutsche Verbraucherschutz- und Arbeitnehmerschutzgesetze so auszulegen, dass Sinn und Zweck der EU-Richtlinien aus diesen Gebieten verwirklicht werden.- Zur Kritik dieser Methode siehe Abschnitt Europarecht.

#### Verfassungskonforme Auslegung
Das Grundgesetz bildet die höchste Rechtsnorm des deutschen Staates. Der Stufenbau der Rechtsordnung führt dazu, dass nachrangige, mit dem höherrangigen Grundgesetz unvereinbare Normen (z. B. eines einfachen Gesetzes) ungültig sind. Bei deren Überprüfung ist aber nicht nur das Gesetz, an das der Maßstab der Verfassung angelegt wird, sondern auch dieser Maßstab selbst keine exakt bestimmte, sondern eine auslegungsfähige und auslegungsbedürftige Norm. Für jede dieser Normen gibt es oft mehrere vertretbare Auslegungen. Ist das zu überprüfende Gesetz mit der Verfassungsauslegung des Gesetzgebers, nicht aber mit der abweidenden Verfassungsauslegung des Verfassungsgerichts vereinbar, so stellt sich die Frage, wie hier die Auslegungskompetenz des Gesetzgebers und des Verfassungsgerichts voneinander abzugrenzen sind. Bei der Verfassungsauslegung (mit der das zu überprüfende Gesetz vereinbar sein muss) hat das Verfassungsgericht jedenfalls prozessual das letzte Wort. Zu einem gleichen Ergebnis führt auch § 31 Abs. 1 BVerfGG; hiernach binden die Entscheidungen des Bundesverfassungsgerichts „die Verfassungsorgane des Bundes und der Länder sowie alle Gerichte und Behörden“. Zudem hat die Entscheidung in den Fällen des § 31 Abs. 2 Satz 1 BVerfGG Gesetzeskraft, kann also die Gesetzgebung korrigieren. Kurz, für Rechtsnormen ist, wenn möglich, eine verfassungskonforme Auslegung zu wählen, weil sie nur dann Bestand haben können. Rechtpolitisch stellt sich aber die Frage nach einem verständigen Judicial self restraint: Wenn das Verfassungsgericht in Fragen der Verfassungsauslegung, die ernstlich zweifelhaft sind, „seine eigene Auslegung zum verbindlichen Maßstab erhebt und des Gesetzgebers verwirft, dann verlässt es die unangreifbare Position einer Instanz, deren Autorität in Konfrontation mit dem Gesetzgeber […] vor allem darauf beruht, daß man über ihre Entscheidung verständigerweise gar nicht streiten kann“. Überdehnt es seine Verwerfungskompetenz, dann wird es „schwerlich vermeiden können, in den politischen Tageskampf hereingezogen, auf seine vorrangige demokratische Legitimation und sozialethischen Urteilskraft befragt und insgesamt stärker […] politisiert zu werden“.
Die Möglichkeit, eine Norm verfassungskonform auszulegen und dadurch vor ihrer Ungültigkeit zu retten, endet dort, wo die Auslegung dem Wortlaut und dem klar erkennbaren Willen des Gesetzgebers widerspräche: Auch das Verfassungsgericht darf der rechtspolitischen Entscheidung des demokratisch legitimierten Gesetzgebers nicht vorgreifen oder diese unterlaufen. Das Ergebnis einer verfassungskonformen Auslegung muss nicht nur vom Wortlaut des Gesetzes gedeckt sein, sondern auch die prinzipielle Zielsetzung des Gesetzgebers wahren. Das gesetzgeberische Ziel darf nicht in einem wesentlichen Punkt verfehlt oder verfälscht werden.
Nachgeordnete Gerichte sind von ihrer Vorlagepflicht nach Art. 100 Abs. 1 GG durch ihre eigene verfassungskonforme Auslegung nur dann befreit wenn diese den anerkannten Auslegungsmethoden folgt. Lassen der Wortlaut, die Entstehungsgeschichte, der Gesamtzusammenhang der einschlägigen Regelung und deren Sinn und Zweck mehrere Deutungen zu, von denen eine zu einem verfassungsmäßigen Ergebnis führt, so ist diese geboten.
Nach der Rechtsprechung des Bundesverfassungsgerichts sind z. B. in Schmerzensgeldprozessen gegen die Boulevard-Presse und ihre Paparazzi die Rechte fotografierter Kinder von prominenten Eltern aus Art. 1 Abs. 1, Art. 2 Abs. 1 GG (allgemeines Persönlichkeitsrecht) und aus Art. 6 Abs. 1 GG (Schutz von Ehe und Familie) abzuwägen gegen die individuelle Garantie der Pressefreiheit eines Zeitschriftenverlages aus Art. 5 Abs. 1 Satz 2 GG; die Schadensersatznorm des BGB, hier der Begriff des „sonstigen Rechts“ in § 823 Abs. 1 BGB, ist also „in Konformität“ mit dem Grundgesetz auszulegen.

### Teleologische Auslegung
Die teleologische Auslegung wird heute häufig als das Kernstück der Auslegungsmethoden angesehen, die im Zweifel den Ausschlag gibt. Sie erfordert, den Sinn des Gesetzes danach festzusetzen, was für ein Ziel (griech. τέλος telos, auch: ‚Zweck‘) mit dieser Rechtsnorm erreicht werden soll (also Sinn und Zweck der Norm).
Beispiel: A stiftet T an, O zusammenzuschlagen. Hat T neben der zweifellos erfüllten Körperverletzung (§ 223 Abs. 1 StGB) auch eine gefährliche Körperverletzung (§ 224 Abs. 1 Nr. 4 StGB) begangen, weil er „mit einem anderen Beteiligten gemeinschaftlich gehandelt hat“? Wortlaut und Systematik helfen nicht weiter, führen sogar zu widersprüchlichen Ergebnissen: unter „gemeinschaftlich“ versteht das Gesetz nur Mittäter (§ 25 Abs. 2 StGB), „Beteiligte“ sind dagegen auch so genannte Teilnehmer, also Anstifter und Gehilfen (§ 28 Abs. 2 StGB). Was der Gesetzgeber sich dabei gedacht hat, lässt sich nicht mehr aufklären. Sinn und Zweck des Delikts Gefährliche Körperverletzung ist es aber, die erhöhte Gefährlichkeit härter zu bestrafen. Durch einen Anstifter, der nicht am Tatort in Erscheinung tritt, wird die Körperverletzung um nichts gefährlicher. Demnach genügt sie nach Sinn und Zweck nicht. T hat also keine gefährliche Körperverletzung begangen.
Dabei wird nach überwiegender Meinung nicht auf den Willen des (historischen) Gesetzgebers abgestellt (im Sinne einer subjektiven Auslegung), sondern auf den objektiv in der Norm zum Ausdruck kommenden Zweck. Dieser kann sich bei älteren Normen im Laufe der Zeit auch geändert haben. Der Bundesgerichtshof geht davon aus, dass kein Gesetz in seinem Anwendungsbereich auf die vom Gesetzgeber ins Auge gefassten Fälle begrenzt ist, „denn es ist nicht toter Buchstabe, sondern lebendig sich entwickelnder Geist, der mit den Lebensverhältnissen fortschreiten und ihnen sinnvoll angepasst weitergelten will, solange dies nicht die Form sprengt, in die er gegossen ist“ (BGHSt 10, 157, 159 f.). Gegen diese Art der teleologischen Auslegung wird vorgebracht, die Festsetzung des objektivierten Zwecks erfolge mehr oder weniger willkürlich vom Gesetzesanwender; nur was dieser zunächst durch die Zweckfestsetzung in das Gesetz hineingelesen habe, könne er im Rahmen der teleologischen Auslegung auch wieder herauslesen. Zudem wird auch kritisiert, solche Abweichungen vom ermittelbaren Zweck des historischen Gesetzgebers seien zwar notwendig, aber nicht als Auslegung zu bezeichnen.
Bei der Auslegung kartellrechtlicher Tatbestände kommt eine „kartellrechtlich-funktionale“ Auslegung zur Anwendung, ausgerichtet an Sinn und Zweck des Kartellrechts. Die Auslegung kann wettbewerbsschützender Natur sein: Sofern durch Auslegung oder die Anwendungspraxis der Kartellbehörden und Gerichte mehrere Auslegungsmöglichkeiten bestehen, wird von der Interpretation ausgegangen, die zu einem Verstoß gegen Art. 101 Abs. 1 AEUV bzw. § 1 GWB führt. Sie trägt Compliance-Überlegungen Rechnung und wirkt sich im Ergebnis für den Schutz des Wettbewerbes am günstigsten aus.

### Weitere Auslegungsmittel
Die Rechtswissenschaft hat für die Auslegung deutscher Gesetze weitere oder spezifischere Auslegungsmethoden entwickelt, die die „klassischen“ Auslegungsmittel ergänzen.

#### Rechtsvergleichende Auslegung (Kulturkonformität)
Peter Häberle propagierte neben den klassischen vier Auslegungsmethoden die Rechtsvergleichung als fünfte Methode. Sie gehört nicht zu den klassischen Auslegungskriterien, kann jedoch im Rahmen der teleologischen Auslegung eine Reflexion über Sinn und Zweck von Normen befördern.

#### Authentische Auslegung
Hierbei handelt es sich um die Auslegung einer Textstelle durch den Verfasser oder den Gesetzgeber selbst. Sie unterscheidet sich von der Legaldefinition dadurch, dass dort die Erläuterung durch denselben Text stattfindet. Die authentische Auslegung ist keine Auslegungsmethode. Sie ist vor allem im Völkerrecht bedeutsam.
Auch und gerade Verwaltungsvorschriften zur Auslegung von Normen sind Beispiele für die authentische Auslegung. Eine oberste Behörde legt die Auslegung von Gesetzen generell oder fachlich fest, damit ein gleichförmiges dem Gleichheitssatz entsprechendes Verwaltungshandeln vorgenommen wird. Über die Weisungsgebundenheit von Bediensteten wird somit authentisch der Normenvollzug vorgegeben.

### Schlüsselbegriffe
Die Gesetzesauslegung, also die argumentative Suche nach der Bedeutung der von einem Gesetz verwendeten Wörter, wird durch die genannten Kriterien der Gesetzesauslegung geleitet, so vornehmlich durch die „historische“ Interpretation (welcher Sinn ergibt sich aus der Entstehungsgeschichte?) oder die „teleologische“ Interpretation (Erschließung von Sinn und Zweck der Norm). Diese Interpretationswege dienen der Präzisierung der Auslegung. Solche „Schlüsselbegriffe“ sind also Denkformen, die „ein Problem erschließen, indem sie es auf Begriffe bringen, in denen man es nachvollziehbar diskutieren kann – ohne es damit aber schon vollständig zu lösen“. Die Suche nach der Bedeutung der Gesetzeswörter lässt sich nicht nur durch die „klassischen“ („Savignyschen“) Auslegungskriterien begrifflich strukturieren, sondern auch etwa durch die dargelegten Fragen, ob eine bestimmte Auslegung mit höherrangigen Normen vereinbar ist (Verfassungskonformität) und ob sie mit vergleichbaren Problemlösungen des gleichen Kulturkreises übereinstimmt (Kulturkonformität, rechtsvergleichende Auslegung). Diese Auslegungsargumente lassen aber, zumal wenn verschiedene Auslegungskriterien miteinander konkurrieren, „oft einen Entscheidungsspielraum, also eine Wahl- und Wertungsmöglichkeit offen“, bei der über das Gewicht der einzelnen Argumente entschieden werden muss und insbesondere die Frage nach deren Rangordnung zumeist nicht streng rational und exakt zu beantworten ist.
Auch jenseits der Gesetzesauslegung bedient sich das juristische Denken problemerschließender Begriffe. Zu ihnen gehört insbesondere die Güter- oder Interessenabwägung. Diese ist ihrerseits durch das Prinzip der Verhältnismäßigkeit, das Übermaßverbot und subtilere Erwägungsmuster zwar rational strukturierbar, läuft aber am Ende auf Wertungen hinaus, die nicht streng berechenbar sind.
Zu nennen ist ferner der Gleichheitssatz. Dieser ist nicht nur ein selbständiger „Schlüsselbegriff“ juristischer Erwägungen, sondern spielt eine ergänzende Rolle auch bei der Verwendung anderer Auslegungskriterien. Auch er liefert einen begrenzten Beitrag zur Rationalität rechtlicher Entscheidungen, indem er die Gemeinsamkeiten und die Unterschiede herausstellt, die für die rechtliche Bewertung erheblich sind (wie es auch beim „distinguishing“ des angelsächsischen Fallrechts geschieht). Doch schon darüber, welches solche relevanten Merkmale sind, und erst recht darüber, ob und warum sie für die abschließende Gleich- oder Ungleichbewertung ausschlaggebend sind, ist kein völlig rationaler, wertungsfreier Diskurs möglich.
Kurz, Schlüsselbegriffe sind methodische Instrumente die den Weg (méthodos) zur Lösung eines Problems erschließen, indem sie diesen Weg begrifflich strukturieren. In dieser Weise können Auslegungsprobleme und andere Gerechtigkeitsfragen (etwa durch die Prinzipien der Interessenabwägung, der Verhältnismäßigkeit und des Übermaßverbotes) auf die für den jeweiligen Fall entscheidende Wertungsfrage hingeführt und so einer Lösung nähergebracht werden.
Es hat sich aber auch eine Einsicht ergeben, die über die eigentliche Auslegungsproblematik hinausreicht: Die Suche nach gerechten Entscheidungen stößt am Ende immer wieder auf rational nicht auflösbare Elemente der Unschärfe. Diese bilden eine unüberschreitbare Grenze rationaler Erkenntnis, wie sie (in anderer Weise) sogar die Physik in einer „Unschärferelation“ hat. Kurz, Gerechtigkeitsfragen können mit Hilfe von Schlüsselbegriffen zwar rational strukturiert, aber nicht vollständig exakt gelöst werden.

## Verhältnis der Auslegungsmethoden zueinander
Die Auslegung aus dem Wortlaut einer Norm (grammatische Auslegung) und aus deren Kontext (systematische Auslegung) führen in aller Regel nur zu einem vorläufigen Ergebnis; denn die Möglichkeiten, den „Willen“ eines Gesetzes mittels eines Textes (und zwar in Gesetzen mit knappen, abstrakten Formulierungen) zum Ausdruck zu bringen, sind „begrenzt“: Je knapper die Gesetzesworte sind, desto schwieriger ist es, das vom Gesetz Gewollte mit nur wenigen Worten vollständig und präzise darzutun. Daher müssen immer auch die anderen Auslegungskriterien berücksichtigt werden, um das vorerst gewonnene Verständnis der Gesetzesworte „abzusichern“. Der Auslegende muss insbesondere auch die Gesetzesmaterialien sichten und auswerten, um zu prüfen, ob das aus dem Wortlaut und dem Kontext ermittelte Ergebnis auch mit dem Sinn und Zweck einer Norm übereinstimmt. So sagte der Bundesgerichtshof: „Maßgebend für die Auslegung einer Gesetzesbestimmung ist der in dieser zum Ausdruck kommende Wille […]. Dem Ziel, den im Gesetz objektivierten Willen des Gesetzgebers zu erfassen, dienen die nebeneinander zulässigen, sich gegenseitig ergänzenden Methoden der Auslegung aus dem Wortlaut der Norm, aus ihrem Zusammenhang, aus ihrem Zweck sowie aus den Gesetzesmaterialien und der Entstehungsgeschichte. Dabei ist in aller Regel […] mit der Auslegung nach dem Wortlaut zu beginnen“.
Das Verhältnis der Auslegungsmethoden zueinander ist aber nicht eindeutig geklärt. Nach der herrschenden Auffassung gibt es zwischen den einzelnen Auslegungskriterien kein klares Rangverhältnis. Dies bedeutet jedoch nicht, dass die Wahl der Auslegungsargumente sich ziellos vollziehen solle. Sondern, „wenn verschiedene Auslegungsargumente miteinander konkurrieren, entspricht es der grundsätzlichen Aufgabe des Rechts […] diejenigen Argumente vorzuziehen, die zu einem möglichst gerechten Ergebnis führen. Dieser Vorgriff auf das erstrebenswerte Ergebnis soll der Entscheidung Ziel und Richtung geben.“
All diese Auslegungserwägungen führen aber in der Regel nicht zu einer einzig richtigen Entscheidung, sondern häufig zu verschiedenen vertretbaren Entscheidungen. Dies schon deshalb, weil die eingeschlossenen Gerechtigkeitserwägungen und sonstigen Wertungen nicht auf exakter Erkenntnis beruhen.
Nach umstrittener Meinung soll ein Vorrang unter den Auslegungsmethoden der unionsrechtskonformen Deutung von Gesetzen zukommen, sofern Vorgaben des EU-Rechts überhaupt bestehen. Für diese Ansicht spricht, dass deutsche letztinstanzliche Gerichte EU-rechtliche Vorfragen eines nationalen Verfahrens dem Europäischen Gerichtshof zur Vorabentscheidung vorlegen müssen (Art. 267 AEUV) und dass Deutschland seine Treuepflicht aus Art. 4 Abs. 3 EUV verletzen würde, wenn seine Organe die unionskonforme Auslegung nationaler Normen unterließen oder gar die verbindliche Auslegung des EG-Rechts durch den Europäischen Gerichtshof missachteten.
Mit der Wahl der Auslegungsmethode kann das Auslegungsergebnis vorbestimmt werden. Sie legt zugleich den Umfang und die Grenzen der verfassungsrechtlichen Gesetzesbindung der Rechtsanwender fest. Auslegungsfragen sind also Verfassungsfragen. Das hat sich in Deutschland vor allem nach den „Verfassungswechseln“ 1919, 1933, 1945/49 und 1989/90 gezeigt. Die großen Kodifikationen (BGB, HGB, StGB, GewO, ZPO, StPO u. a.) haben, weitgehend unverändert, in den unterschiedlichen politischen Systemen oft zu entgegengesetzten Auslegungsergebnissen durch Justiz und Jurisprudenz geführt. Werkzeuge der Umdeutung der gesamten Rechtsordnung waren jeweils die Verkündung neuer Rechtsideen, neuer Rechtsquellen, neuer Rechtsgrundbegriffe und neuer Auslegungsmethoden.

## Auslegungsgegenstand
Die Methode der Auslegung richtet sich auch nach ihrem Gegenstand, den Normen und Willenserklärungen. Auslegungsziel ist der – wie auch immer – objektivierte Wille eines Autors. Normen und Willenserklärungen haben oft unterschiedliche Autoren. Daher ist bei der Auslegung die Normenhierarchie zu berücksichtigen bzw. die jeweilige Rechtsquelle.

### Rechtsgeschäfte
Rechtsgeschäfte, genauer: die in ihnen enthaltenen Willenserklärungen, sind auslegungsfähig, wenn sie mehrdeutig sind und auslegungsbedürftig, wenn die Erklärenden unterschiedliche Verständnisse für sich beanspruchen, zum Beispiel bei Erteilung einer „Generalquittung“. Bei einem eindeutigen Sinn oder bei einem übereinstimmenden Vertragsverständnis bleibt kein Raum für eine Auslegung. Das Bürgerliche Gesetzbuch (BGB) regelt die Auslegung vor allem in:
§ 133 BGB – Auslegung einer Willenserklärung
Bei der Auslegung einer Willenserklärung ist der wirkliche Wille zu erforschen und nicht an dem buchstäblichen Sinne des Ausdrucks zu haften.
§ 157 BGB – Auslegung von Verträgen
Verträge sind so auszulegen, wie Treu und Glauben mit Rücksicht auf die Verkehrssitte es erfordern. Verkehrssitte ist ein unbestimmter Rechtsbegriff und beinhaltet die im Verkehr der beteiligten Kreise tatsächlich herrschende Übung, die über einen längeren Zeitraum hinweg eine gewisse Festigkeit erlangt haben muss, wobei nicht erforderlich ist, dass sie den am Vertrag beteiligten Parteien bekannt ist oder von diesen als verbindlich angesehen wird. Sie ist keine Rechtsnorm, sondern ein die Auslegung mitbestimmender tatsächlicher Faktor.
Es zeigen sich zwei – mitunter gegenläufige – Maximen: Die Auslegung nach dem wirklichen Willen (natürliche Auslegung), wie in § 133 BGB beschrieben, verwirklicht die Privatautonomie. Die Auslegung danach, wie der erklärte Wille allgemein verstanden werden muss (normative Auslegung), § 157 BGB, schützt dagegen den Rechtsverkehr. Die Willenserklärung ist dann so zu verstehen, wie sie ein objektiver Dritter in der Position des Empfängers (objektiver Empfängerhorizont) verstehen müsste. Wann der Rechtsverkehr solcherart schützenswert ist, gibt § 157 BGB mit Verträgen an: dort sind zwei Parteien beteiligt, die sich auf das vom Gegenüber Erklärte verlassen. Eine vergleichbare Interessenlage besteht aber auch bei vielen einseitigen Rechtsgeschäften, nämlich dann, wenn die Willenserklärung einem anderen gegenüber abzugeben ist, also gemäß § 130 Abs. 1 Satz 1 BGB empfangsbedürftig ist und zugehen muss. Das ist bei allen Gestaltungsrechten der Fall: etwa bei der Erklärung einer Kündigung, der Anfechtung und so weiter.
Demnach ergibt sich folgendes Schema:
- nicht-empfangsbedürftige Willenserklärungen (etwa im Testament, des Stiftungsgeschäfts, der Auslobung) sind gem. § 133 BGB nach dem wirklichen Willen (natürliche Auslegung) zu verstehen, mag auch etwas ganz anderes erklärt worden sein.
- empfangsbedürftige Willenserklärungen, insbesondere Gestaltungserklärungen sowie Antrag und Annahme, sind gem. § 133, § 157 BGB normativ auszulegen. Bei formbedürftigen Erklärungen wendet die Rechtsprechung die Andeutungsformel zur Ermittlung des rechtsgeschäftlichen Willens an, soweit Umstände dieses Willens sich außerhalb der Urkunde manifestieren sollten, in der Urkunde aber angedeutet sind. Ausnahme: die Parteien haben übereinstimmend etwas anderes gemeint, als sie erklärt haben. Dann ist keiner schützenswert, es gilt das wirklich Gewollte (falsa demonstratio non nocet – die (übereinstimmende) Falschbezeichnung schadet nicht). Paradebeispiel einer solchen unbeachtlichen falsa demonstratio ist der Haakjöringsköd-Fall.

### Gesetze
Gesetzesworte haben in der Regel einen Spielraum verschiedener Bedeutungen. Aus diesen ist eine bestimmte Auslegungsvariante auszuwählen. Diese Auswahl hat sich innerhalb des möglichen Wortsinnes zu vollziehen, und zwar auf argumentative Weise: in einem Erwägen von Gründen, die es rechtfertigen, den Gesetzesworten gerade den gewählten Sinn beizulegen. Solche Gründe lassen sich aus dem Gesetzeszweck entnehmen (der sich insbesondere aus der Vor- und Entstehungsgeschichte des Gesetzes ergeben kann), ferner aus dem rechtlichen Kontext (zu dem die gewählte Auslegung widerspruchsfrei passen muss), und nicht zuletzt aus Erwägungen der Gerechtigkeit. Die Auslegung hat also „den Charakter eines Diskurses, in dem auch bei methodisch einwandfreier Arbeit nicht absolut richtige … Aussagen dargeboten werden, sondern Gründe geltend gemacht, andere Gründe dagegengestellt werden und schließlich die besseren Gründe den Ausschlag geben sollen“.
Wenn wichtige Gründe es erfordern, vom Gesetzeswortlaut abzuweichen, kann dies nicht durch Auslegung, sondern nur in der Weise geschehen, dass man eine Gesetzeslücke feststellt und ausfüllt.
Savigny hatte seine Auslegungsregeln für das Zivilrecht und das Kriminalrecht entwickelt. Heutige Gesetze enthalten in der Regel keine Vorschriften zur Methode ihrer Auslegung. Die rechtswissenschaftliche Methodenlehre knüpft zur Auslegung heutiger Gesetze ausdrücklich an die Lehre Savignys an. Die höchstrichterliche Rechtsprechung wendet ebenfalls diese Kriterien in der Praxis, insbesondere bei Redaktionsversehen des Gesetzgebers, an. Allerdings gibt es einige Abweichungen zu Savigny, sowohl beim Auslegungsziel (Wille des Gesetzgebers statt „Volksgeist“; siehe jedoch Zeitgeist) als auch bei den Mitteln (teleologische statt „logische“ Interpretation).

### Verfassungsrecht
Die Methodenlehre hat für das Verfassungsrecht besondere Kriterien der Auslegung entwickelt. Dabei stehen sich verschiedene Richtungen gegenüber. Eine speziell am Verfassungsrecht entwickelte Methode ist die Strukturierende Rechtslehre von Friedrich Müller.
Das Bundesverfassungsgericht hat sich keiner dieser Lehren ausdrücklich angeschlossen. Es wendet weitgehend die Kriterien Savignys an, ohne sich auf diesen zu beziehen. Außerdem ist es darüber hinausgegangen, indem z. B. auf weiter zurückliegende Ereignisse als die unmittelbare Entstehungsgeschichte der Norm zurückgegriffen hat. Schließlich hat es sachbezogene Grundsätze funktionell- oder materiellrechtlicher Art herangezogen. Es hat auch „dem zu regelnden Sachverhalt selbst Bedeutung zugemessen“. Damit werden allerdings die Regeln Savignys endgültig verlassen. Für Savigny war stets die Trennung zwischen dem „Inhalt der Rechtsquellen“ und ihrem „Übergang ins Leben“ erforderlich, die Trennung von Fall und Norm.

### Europarecht
Nach der Ansicht des Europäischen Gerichtshofs gelten für das Unionsrecht autonome Auslegungsgrundsätze, die im Wesentlichen mit den oben genannten übereinstimmen.
Allgemein sorgt die europarechtskonforme Auslegung (auch: integrationsfreundliche Auslegung) für Übereinstimmung der nationalen Normen mit dem Europarecht. Speziell ist dabei die richtlinienkonforme Auslegung zu nennen, die die Übereinstimmung von nationalen Normen mit dem Inhalt der (europarechtlichen) Richtlinien, auf denen sie beruhen, sichert. Die richtlinienkonforme Auslegung ist problematisch, da Richtlinien nicht unmittelbar wirken, sondern nur die Mitgliedstaaten binden und von diesen in nationales Recht transformiert werden müssen. Durch diese Transformation wird der Regelungskomplex in die nationale Rechtsordnung eingepasst. Dieser Transformationsakt wird aber nahezu überflüssig, wenn bei jeder Abweichung zwischen nationalem Recht und Richtlinienrecht auf die Richtlinie zurückgegriffen wird. Durch die richtlinienkonforme Auslegung kann es zu einer quasi-unmittelbaren Wirkung von Richtlinien kommen, die im Hinblick auf das Demokratiedefizit bei Normerlass verfassungsrechtlich bedenklich ist. Im Übrigen bejaht der EuGH eine de facto unmittelbare Wirkung von EU-Richtlinien in den Fällen, in denen die Richtlinie ein Unionsgrundrecht konkretisiert. Zu den üblichen Auslegungsmethoden kommen noch die Auslegung im Hinblick auf den effet utile (die tatsächliche Durchsetzung von Normen) und auf die Einheitlichkeit des Europarechts in allen Mitgliedstaaten hinzu.

### Völkerrecht
Das Völkerrecht folgt eigenen Regeln der Interpretation (vgl. Art. 31 Wiener Vertragsrechtskonvention). In der Regel interpretieren die Parteien eines Vertrages diesen selbst (vgl. die Auslegung von Rechtsgeschäften).

## Ergänzende Auslegung und Rechtsfortbildung

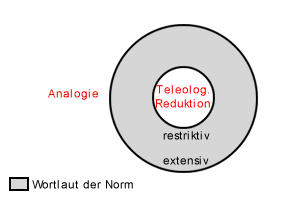
Innerhalb der Grenzen, die der Wortlaut einer Norm vorgibt, kann die Norm eng oder weit ausgelegt werden. Wird der weitestmögliche Wortlaut überschritten, so liegt eine Analogie vor. Unterschreitet die Auslegung den engstmöglichen Wortlaut der Norm, spricht man von Teleologischer Reduktion.

Die einfache Auslegung einer Norm wird zumeist unterschieden von ihrer analogen Anwendung und ihrer teleologischen Reduktion (die aber zur Auslegung im weiteren Sinne, der „Darlegung des Inhalts des Rechts“ (Windscheid), gehören). Insoweit spricht man von ergänzender Auslegung, teilweise auch von Rechtsfortbildung.
Hierbei geht es um die Korrektur von nicht gerechtfertigten Ungleichheiten im Gesetz, die dadurch entstehen, dass der Gesetzgeber bestimmte Fallgruppen nicht bedacht hat und seine Regelung deshalb unvollständig wurde. Man unterscheidet zwischen primären und sekundären Lücken. Im ersten Fall hat der Gesetzgeber den fraglichen Fall von vornherein nicht bedacht, im zweiten hat er ihn zwar bedacht, doch haben sich in Zwischenzeit die tatsächlichen (z. B. Entstehung des Straßenverkehrs, Entwicklung von Rundfunk und Fernsehen) oder rechtlichen (z. B. Inkrafttreten des Grundgesetzes) Rahmenbedingungen so verändert, dass inzwischen eine Lücke „entstanden ist“.
Die (fließenden) Grenzen zwischen Interpretation, (ergänzender) Auslegung und Rechtsfortbildung sind im Einzelnen streitig. Ein übliches Abgrenzungskriterium ist der mögliche Wortsinn einer Norm. Die Rechtsprechung vermeidet in der Praxis, ihre Auslegung und Rechtsfortbildung bestimmten von der Wissenschaft gebildeten Kategorien zuzuordnen (etwa intra legem = Interpretation bzw. Auslegung im Rahmen des möglichen Wortsinns, praeter legem = gesetzesimmanente Rechtsfortbildung im Rahmen des gesetzlich Gewollten, contra legem = gesetzesübersteigende Rechtsfortbildung).
Ein Beispiel für eine gesetzesimmanente Rechtsfortbildung ist die Analogie. Die gesetzesübersteigende Rechtsfortbildung ist grundsätzlich unzulässig. Ausnahmen sind möglich bei einer gravierenden Veränderung der sozialen Gegebenheiten,
bei unabweisbaren Bedürfnissen des Rechtsverkehrs oder zur Verwirklichung eines
Verfassungsprinzips.
Das Bundesverfassungsgericht hat die Kompetenz der Richter zur „schöpferischen Rechtsfindung“ ganz allgemein bejaht, also selbst zu einer Rechtsfortbildung contra legem:
„Das gilt besonders, wenn sich zwischen Entstehung und Anwendung eines Gesetzes die Lebensverhältnisse und Rechtsanschauungen so tiefgreifend geändert haben wie in diesem Jahrhundert. Einem hiernach möglichen Konflikt der Norm mit den materiellen Gerechtigkeitsvorstellungen einer gewandelten Gesellschaft kann sich der Richter nicht mit dem Hinweis auf den unverändert gebliebenen Gesetzeswortlaut entziehen; er ist zu freierer Handhabung der Rechtsnormen gezwungen, wenn er nicht seine Aufgabe, ‚Recht‘ zu sprechen, verfehlen will.“
Das Bundesverfassungsgericht überlässt es dabei den Fachgerichten, welcher Methode sie sich bei „schöpferischer Rechtsfindung“ bedienen, soweit das Ergebnis „auf einem zivilrechtlich zumindest diskutablen, jedenfalls den Regeln zivilrechtlicher Hermeneutik nicht offensichtlich widersprechenden Wege gewonnen wurde.“
Den Großen Senaten der obersten Gerichtshöfe des Bundes hat der Gesetzgeber selbst die Aufgabe der „Fortbildung des Rechts“ ausdrücklich zugewiesen (vgl. § 132 Abs. 4 GVG, vormals § 137 GVG). Systematik und Methodik der Rechtsfortbildung ist seit der Reform der Zivilprozessordnung in § 543 ZPO ausdrücklich als Aufgabe der Revisionsgerichte genannt. In manchen Rechtsgebieten, zum Beispiel im Arbeitsrecht, hat sie infolge des Zurückbleibens der Gesetzgebung hinter dem Fluss der sozialen Entwicklung besondere Bedeutung erlangt.

### Analogie
Als Analogie bezeichnet man die Erstreckung der Rechtsfolge einer Norm auf einen Sachverhalt, der von ihrem Tatbestand vom Wortsinn her nicht mehr erfasst wird. Die Analogie setzt voraus, dass das Gesetz nach seinem denkbar weitesten sprachlichen Verständnis den in Rede stehenden Sachverhalt nicht erfasst (Lückenhaftigkeit), dass diese Lücke planwidrig ist, der Gesetzgeber also, wenn ihm der Fall vor Augen gestanden hätte, ihn geregelt hätte und dass die Ähnlichkeit der Interessenlage die Anwendung der Rechtsfolge der analog anzuwendenden Norm rechtfertigt (argumentum lege non distinguente). Der Fachausdruck Lücke wird teilweise auch so verwendet, dass er von vorneherein nur planwidrige Unvollständigkeiten erfasst.
Beispielsweise kann man bei drohender Beeinträchtigung des Eigentums nach § 1004 BGB den Störer auf Unterlassung verklagen. Auch wenn man „Eigentum“ noch so weit versteht, wird man die körperliche Unversehrtheit nicht mehr darunter fassen können. Leib und Leben ist aber ebenso wie das Eigentum absolut geschützt (§ 823 Abs. 1 BGB). Demnach wird man § 1004 BGB auf diesen Fall analog anwenden.

### Teleologische Reduktion
Als teleologische Reduktion bezeichnet man das Gegenteil der Analogie. Hier wird – ebenfalls aus dem Gedanken heraus, dass das Gesetz mit einer Regelung einen bestimmten Zweck verfolgt – die Rechtsfolge einer Norm nicht angewendet, obwohl der Wortsinn der Norm den Sachverhalt unzweifelhaft erfassen würde (verdeckte Lücke). Der Gesetzestext ist nicht zu eng, sondern planwidrig zu weit geraten.
Beispielsweise wird nach § 212 StGB bestraft, „wer einen Menschen tötet“. Auch wenn man den Begriff des „Menschen“ noch so eng auslegt, fällt, wer sich selbst tötet, stets noch unter den Wortlaut. Die (versuchte) Selbsttötung soll aber nach Sinn und Zweck des § 212 StGB nicht strafbar sein – daher ist die Norm insoweit teleologisch zu reduzieren, dass nur das Töten eines anderen Menschen erfasst wird.
Beide – Analogie und teleologische Reduktion – haben mit der Auslegung im engeren Sinne gemein, dass sie auf dem Kernstück der Auslegungsmethoden, der Erkenntnis des mit dem Gesetz verfolgten Ziels (teleologische Auslegung), beruhen. Allerdings gehen sie dabei entweder über das weiteste noch denkbare sprachliche Verständnis hinaus (Analogie) oder bleiben hinter dem engsten möglichen Wortsinn zurück (teleologische Reduktion). Diese Lückenfüllung ist aber keine schöpferische, freie Rechtsetzung durch den Rechtsanwender. Vielmehr ist über das Erfordernis der Planwidrigkeit gesichert, dass der historische Gesetzgeberwille (Demokratieprinzip) beachtet wird. Die Lücke wird auch nicht durch irgendeine Regelung gefüllt, die dem Anwender günstig erscheint, sondern durch entsprechend angewandte gesetzliche Regelungen – auch insoweit ist Grundlage also immer noch das Gesetz.
Im deutschen Strafrecht sind Analogie und teleologische Reduktion zu Lasten des Täters verboten: nullum crimen, nulla poena sine lege (kein Verbrechen, keine Strafe ohne Gesetz; Analogieverbot des Art. 103 Abs. 2 GG, wortlautgleich § 1 StGB).

### Beispiele
(Beispiel) „Ich setze meine Nachkommen zu Erben ein.“ (oder: „Meine Nachkommen sollen mich beerben.“)
Für die Rechtshermeneutik stellt sich die Frage: Wer ist mit „Nachkommen“ gemeint?
Ein Rechtsbegriff kann „unmittelbar“, also gemäß dem gewöhnlichen Sprachgebrauch, verstanden werden (deklaratorische Auslegung):
- (Beispiel) Es sind die ehelichen und nichtehelichen Abkömmlinge gemeint.

Die Auslegung kann erweiternd (extensive Auslegung) erfolgen:
- (Beispiel) Es sind auch die Enkel und Urenkel gemeint.

Oder sie kann einschränkend erfolgen (restriktive Auslegung):
- (Beispiel) Es sind lediglich eheliche Nachkommen gemeint.

## Grenzen der Auslegung
Es hat immer wieder vergebliche Versuche gegeben, absolute Grenzen der Auslegung festzulegen, sei es durch Gesetz oder per Dekret. Heute behilft man sich mit der Idee relativer Grenzen u. a. durch die Gewaltenteilung. Während die Rechtsanwendung (Erstinterpretation) eindeutig Sache der Exekutive ist, wird eine Kompetenzabgrenzung bei der Auslegung (Kontrolle) vor allem zwischen Legislative und der Judikative notwendig.

### Für den Richter
Der Richter ist zunächst verpflichtet, eine Entscheidung zu treffen (Rechtsverweigerungsverbot). Der Richter ist „unabhängig und nur dem Gesetze unterworfen“ (Art. 97 Abs. 1 GG) und „an Gesetz und Recht gebunden“ (Art. 20 Abs. 3 GG). Andererseits genießt er eine „Unabhängigkeit“ und das institutionelle Vertrauen der Rechtsordnung, die Rechtsprechung ist ihm „anvertraut“. Die bestehende Rechtsordnung und die Rechtsidee können in einem Fall auseinanderfallen. Kein Richter kann gezwungen werden, ein „Gesetz“ anzuwenden, das er als Widerspruch zum „Recht“ empfindet (vgl. insoweit auch Radbruch’sche Formel). Hält er ein Gesetz für verfassungswidrig, muss er es dem Bundesverfassungsgericht vorlegen (Normverwerfungsmonopol). Ausnahme: Der Richter kann die Anwendung eines Gesetzes ohne Anruf des Gerichts unterlassen, wenn es sich um vorkonstitutionelles Recht oder um eine Rechtsverordnung oder Satzung handelt. Sollte die wortlautgetreue Anwendung des Gesetzes zu „unerträglichen“ Ergebnissen führen, dann kann der Richter ausnahmsweise selbst rechtssetzend tätig werden: Er schafft Richterrecht. Dabei ist er begrenzt durch die allgemeinen Regeln der Auslegung. Die „wesentlichen Entscheidungen“ müssen vom Gesetzgeber selbst getroffen werden. Außerdem ist er gebunden an den Gleichheitssatz (Art. 3 Abs. 1 GG). Wendet der Richter das Recht bewusst falsch an, dann handelt es sich um eine strafbare Rechtsbeugung.

### Für den Gesetzgeber
„Wesentliche“ Entscheidungen trifft der Gesetzgeber. Eine authentische Interpretation im technischen Sinne findet aber nicht statt, allenfalls gibt es Legaldefinitionen. Dem Gesetzgeber ist es untersagt, aus einer Reihe gleichartiger Fälle willkürlich einen herauszugreifen. Anders ist die Situation in Österreich, wo der Gesetzgeber eine authentische Interpretation nach § 8 ABGB explizit vornehmen darf. Der Gesetzgeber ist gebunden an die Grundrechte und an die „verfassungsmäßige Ordnung“, nicht aber an einfache Gesetze (vgl. Art. 1 Abs. 3 GG, Art. 20 Abs. 3 GG). Ob und wie die Entscheidungen des Bundesverfassungsgerichtes den Gesetzgeber binden, ist umstritten. Ein Kern der Verfassung ist auch der Änderung durch Gesetz entzogen (Art. 79 Abs. 3 GG).